# Zastava Maldiva
Zastava Maldiva je crvene boje s velikim zelenim pravokutnikom u sredini i bijelim polumjesecom. Službeno je usvojena 25. lipnja 1965.

## Simbolizam
Crvena predstavlja krv nacionalnih heroja, u prošlosti, budućnosti i sadašnjosti, koji žrtvuju i zadnju kap krvi za obranu svoje države. Zeleni pravokutnik predstavlja palme na otoku, a bijeli polujesec Islam.

## Vanjske poveznice
- Flags of the World